# 勒万维尔
勒万维尔（法語：Levainville，法語發音：[ləvɛ̃vil]）是法国厄尔-卢瓦省的一个市镇，属于沙特尔区。

## 地理
勒万维尔（48°29'18"N, 1°44'33"E）面积5.55 平方千米，位于法国中央-卢瓦尔河谷大区厄尔-卢瓦省，该省份为法国北部内陆省份，北起顺时针与厄尔省、伊夫林省、埃松省、卢瓦雷省、卢瓦-谢尔省、萨尔特省和奧恩省接壤。
与勒万维尔接壤的市镇（或旧市镇、城区）包括：勒盖德隆格鲁瓦。

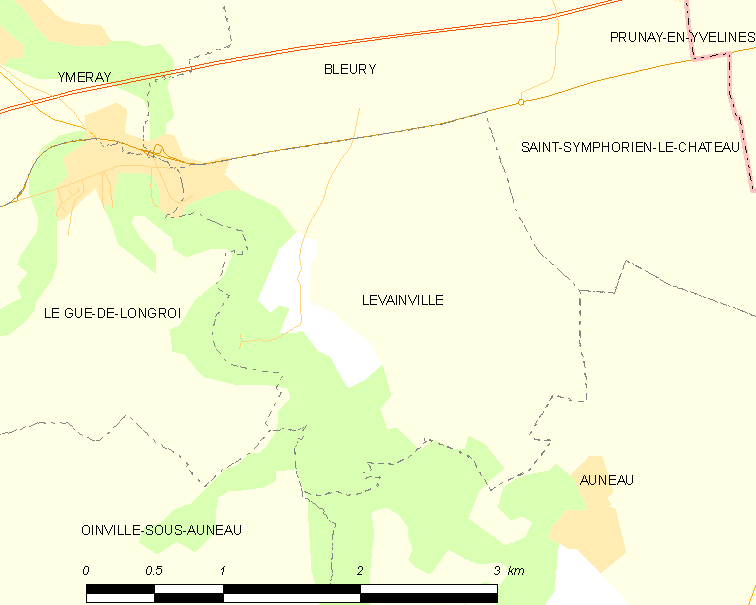
勒万维尔的OSM定位图

勒万维尔的时区为UTC+01:00、UTC+02:00（夏令时）。

## 行政
勒万维尔的邮政编码为28700，INSEE市镇编码为28208。

## 政治
勒万维尔所属的省级选区为欧诺县。

## 人口

1962-2008年间勒万维尔人口变化图示

勒万维尔于2022年1月1日时的人口数量为377人。